# Philia
Philia (del griego φιλíα, philía) es un antiguo término griego para referirse al amor fraterno, incluyendo amistad y afecto. Se usa en contraste con otros términos griegos para el amor, como “eros”, o amor sexual o amor romántico; “agapē”, o amor espiritual y "storgé", o amor que implica compromiso. 
Philia ha sido definida también como la intención de promover el bien común cuando se trabaja en cooperación con otros.  En la Ética nicomáquea de Aristóteles es usualmente traducido como "amistad", aunque el uso del término es más amplio. En los libros VIII y IX de Aristóteles se dan ejemplos de philia que incluyen: amantes jóvenes, amigos de toda la vida, ciudadanos, contactos políticos o de negocios, padres e hijos, compañeros de viaje y soldados, miembros de la misma sociedad religiosa o del mismo club, o de la misma tribu, de un zapatero y de quien usa sus servicios.  

## Tipos dephilia
Se distinguen tres tipos de philia que no son mutuamente excluyentes:
- Philia basada en las ventajas mutuas  (amor de lo que es útil).
- Philia basada en el placer mutuo (amor de lo que es placentero).
- Philia basada en la admiración mutua (amor de lo que es bueno).